# Гардин, Джанфранко
Джанфранко Агостино Гардин (итал. Gianfranco Agostino Gardin; 15 марта 1944, Сан-Поло-ди-Пьяве, Тревизо, королевство Италия — 21 июня 2024, Тревизо, Италия) — итальянский прелат и ватиканский куриальный сановник, францисканец-конвентуал. Титулярный архиепископ Циссы с 10 июля 2006 по 1 ноября 2007. Титулярный архиепископ Торчелло с 1 ноября 2007 по 18 декабря 2009. Секретарь Конгрегации по делам институтов посвящённой жизни и обществ апостольской жизни с 10 июля 2006 по 18 декабря 2009. Архиепископ-епископ Тревизо с 18 декабря 2009 по 6 июля 2019.

## Биография
Родился Джанфранко Агостино Гардин 15 марта 1944 года, в Сан-Полюс-ди-Пьяве, что недалеко от Тревизо, Итальянское королевство).
4 октября 1965 года принял монашеский постриг в Ордене младших братьев конвентуалов. Он был рукоположён в сан священника 21 марта 1970 года и преподавал моральное богословие в течение 15 лет в Падуе.
С 1980 по 1998 годы, редактировал журнал, который ранее был им же и основан, Credere oggi, чьё название переводится как «Верующий Сегодня».
10 июля 2006 года папой римским Бенедиктом XVI был возведён в сан титулярного архиепископа Циссы и назначен Секретарём Конгрегации по делам Институтов Посвящённой Жизни и Обществ Апостольской Жизни. Служит под началом кардинала Франца Роде, который является кардиналом-префектом Конгрегации по делам Институтов Посвящённой Жизни и Обществ Апостольской Жизни.
26 августа 2006 года состоялась ординация Джанфранко Гардина, ординацию возглавил кардинал Анджело Содано — Государственный Секретарь Святого Престола и Декан Коллегии Кардиналов, которому сослужили архиепископ Пьерджорджо Сильвано Нести, член Конгрегации Страстей — бывший Секретарь Конгрегации по делам Институтов Посвящённой Жизни и Обществ Апостольской Жизни а также архиепископ Сассари Паоло Марио Вирджилио Атцеи, францисканец-конвентуал. С 1 ноября 2007 года Гардин — титулярный архиепископ Торчелло.
18 декабря 2009 года, папа римский Бенедикт XVI назначил его архиепископом-епископом Тревизо. Его преммник был назначен только 2 августа 2010 года, им стал американец Джозеф Уильям Тобин.
Умер 21 июня 2024 года в возрасте 80 лет.